# 井汲大翔
井汲大翔（日语：／ Ikumi Hiroto；2002年8月23日—），出生於日本大阪市，日本男歌手及舞者，所屬經紀公司為RBW。2019年，參加日本男團選秀節目《PRODUCE 101 JAPAN》。2021年，參加騰訊中國國際男團選秀節目《創造營2021》，最終排名第15名，而在中國大陸打開關注度。2023年，參加Mnet韓國男團選秀節目《BOYS PLANET》。2025年6月30日，以單曲專輯《Tasty》正式Solo出道
現為RBW旗下的新男團NXD出道組，是組合概念核心及官方c位

## 演藝經歷
2019年9月，參加日本男團競演選秀節目《PRODUCE 101 JAPAN》，在第二次順位排名儀式被淘汰，最終排名獲得第36名。
2020年4月，加入日本事務所Churros娛樂旗下的男團BXW，以練習生的身份亮相，團體當時尚未出道。 5月，宣布退出所屬事務所Churros及組合BXW。 9月，宣布加入韓國娛樂公司RBW的日本分社RBW JAPAN，並成為練習生團體RBW JBOYZ的成員。
2021年2月，與隊友田口馨也、隅田隼平，參加騰訊視頻中國國際男團競演選秀節目《創造營2021》，他成功晉級4月總決賽，最終排名獲得第15名。 5月，發佈首本個人寫真集《熾熱》。同年底，成為樂敦製藥的品牌大使。
2022年，赴韓參加2023年播出的韓國男團選秀節目《BOYS PLANET》，最終排名第21名。
2023年4月15日，開設個人Instagram帳號。6、7月，在日本東京及大阪與一同參加《BOYS PLANET》的中國選手王子浩聯合舉辦首場粉絲見面會「Lock your heart, Just do it!」，4場共15,500張門票全數售出。

## 音樂作品

### 個人作品
| 發行日期      | 收錄專輯  | 收錄歌曲 | 備註  |
| 2025年6月30日 | 《Tasty》 | 1.Tasty  | [ 7 ] |

### 參與歌曲
| 發行日期      | 收錄專輯                                    | 參與歌曲                         | 備註     |
| 2023年5月29日 | 《Package 1 : 스마일》 - 發行歌手：lunCHbox | 1. Smile (스마일) (Feat. HIROTO) | 全曲配唱 |

### 選秀節目表演
| 《BOYS PLANET》            | |                                       |
| 舞台类型                   | 歌曲資料                                                                                             | 收錄專輯                              |
| 星級測試                   | 「品行ZERO」 - 原唱者：BASTARZ - 合作演唱者：寺園佳汰、佑都、岡野敬                                  | 未發行音源                            |
| 主題曲舞台                 | 「난 빛나 (Here I Am)」 - 原創歌曲 - 合作演唱者：全體學員                                            | 《BOYS PLANET - 난 빛나 (Here I Am)》 |
| 第一次公演：K vs G組別對決 | 「VERY NICE」 - 原唱者：SEVENTEEN - 合作演唱者：阮成功、上原一翔、村上桜樹、文鄴辰、馬靖翔、三浦由暉 | 未發行音源                            |
| 第二次公演：雙定位對決     | 「Rush Hour」 - 原唱者：Crush - 合作演唱者：RICKY、吳性珉、豊永拓斗、馬靖翔                          | 未發行音源                            |
| 第三次公演：ARTIST BATTLE  | 「En Garde (준비,시작!)」 - 原創歌曲 - 合作演唱者：李會澤、李昇奐、琴俊弦、朴乾旭、金奎彬            | 《BOYS PLANET - ARTIST BATTLE》       |

| 《創造營2021》         | |                                                                    |
| 舞台类型               | 歌曲資料 | 收錄專輯                                                           |
| 初评级舞台             | 「HIP -Japanese ver.-」 - 原唱者：MAMAMOO - 合作演唱者：隅田隼平、田口馨也                                              | 《创造营2021第二期 纯享版》、《创造营2021第二期》                  |
| 第一次公演（小組競演） | 「Lover Boy 88」 - 原唱者：Higher Brothers、Phum Viphurit - 合作演唱者：林墨、陈俊洁、张腾、张嘉元、张星特              | 《创造营2021第三期(下) (纯享版)》、《创造营2021第三期(下) (Live)》 |
| 主題曲舞台             | 「我們一起闖」（中文） 「Chuang To-Gather Go!」（英文） - 原創歌曲 - 合作演唱者：全體學員                               | 《我们一起闯》                                                     |
| 主题曲二创舞台         | 「我们一起闯（国际新春版）」 - 原创歌曲 - 合作演唱者：佐藤永翔、赖耀翔、都筑雄哉、原部凌、伯远、张璋、羽生田挙武        | 《创造营2021第四期 (Live)》                                        |
| 第二次公演（位置测评） | 「Therefore I am」 - 原唱者：Billie Eilish - 合作演唱者：张嘉元、利路修、谢兴阳、张腾                                   | 《创造营2021第六期(下) (纯享版)》                                  |
| 第三次公演（主题考核） | 「卫星XL」 - 原創歌曲 - 合作演唱者：庆怜、胡烨韬、荣耀、俞更寅 - 助陣學姐：刘逸云                                       | 《创造营2021第八期 (纯享版)》、《创造营2021第八期 (Live)》         |
| 总决赛公演             | 「定义」 - 总决赛最終公演舞台 - 原創歌曲 - 合作演唱者：伯远、甘望星、胡烨韬、任胤蓬、俞更寅、羽生田拳武、张欣尧、张星特 | 《创造营2021第十期 (纯享版)》、《创造营2021第十期 (Live)》         |
| 总决赛公演             | 「Fun」 - 个人能力展示舞台（舞蹈） - 原唱者：Pitbull feat. Chris Brown                                                  | 不適用                                                             |

| 《PRODUCE 101 JAPAN》  | |                                               |
| 舞台类型               | 歌曲資料                                                                                               | 收錄專輯                                      |
| 初評級舞台             | 「Love so sweet」 - 原唱者：嵐 - 合作演唱者：北川玲葉、佐藤隆士 、田口馨也、古屋亮人                   | 不適用                                        |
| 主題曲舞台             | 「ツカメ～It's Coming～」 - 原創歌曲 - 合作演唱者：全體學員                                            | 《PRODUCE 101 JAPAN - ツカメ～It's Coming～》 |
| 第一次公演（位置對抗） | 「OVER THE TOP」 - 原唱者：Hey! Say! JUMP - 合作表演者：鄭永勲、北川玲葉、小松倖真、中穀日向、大川澪哉 | 不適用                                        |
| 第二次公演（組合對抗） | 「Everybody」 - 原唱者：SHINee - 合作表演者：佐佐木真生、李敃奕、中林登生、北岡謙人、佐藤隆士          | 不適用                                        |

## 影视作品

### 综艺节目
| 播出日期       | 頻道     | 節目名稱              | 備註                    |
| 2019年9月-11月 | TBS      | 《PRODUCE 101 JAPAN》 | 參賽者 （最終獲得36名） |
| 2021年2月－4月 | 騰訊視頻 | 《創造營2021》        | 參賽者 （最終獲得15名） |
| 2023年2月－4月 | Mnet     | 《BOYS PLANET》       | 參賽者 （最終獲得21名） |

## 出版作品

### 寫真集
| 書序 | 名稱                            | 內容                                                                               |
| 1st  | 《熾熱》 - 發行公司：RBW、Owhat | 內容物 - 寫真書（160頁） - 寫真卡（隨機1張） - 明信片（隨機1張） - 膠片透卡（1張） |

## 外部連結
個人連結
- 井汲大翔的新浪微博
- 井汲大翔的Instagram帳戶

RBW JBOYZ連結
- RBW JBOYZ的X（前Twitter）
- RBW JBOYZ的Instagram帳戶
- YouTube上的RBW JBOYZ頻道